# Acianthera teres
Acianthera teres là một loài phong lan.

## Hình ảnh

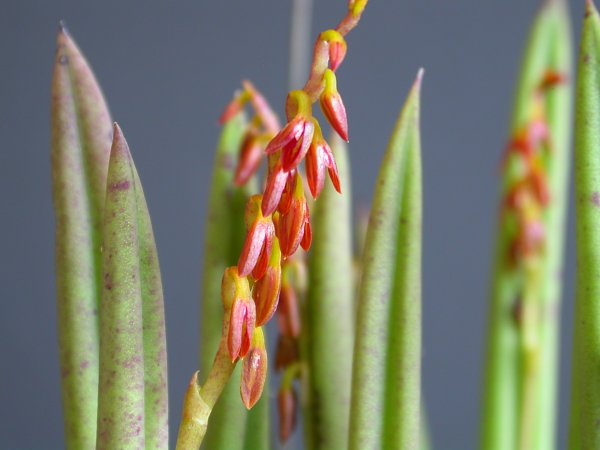
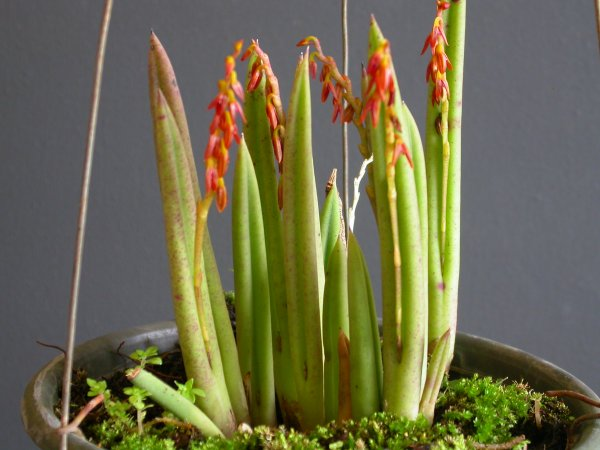
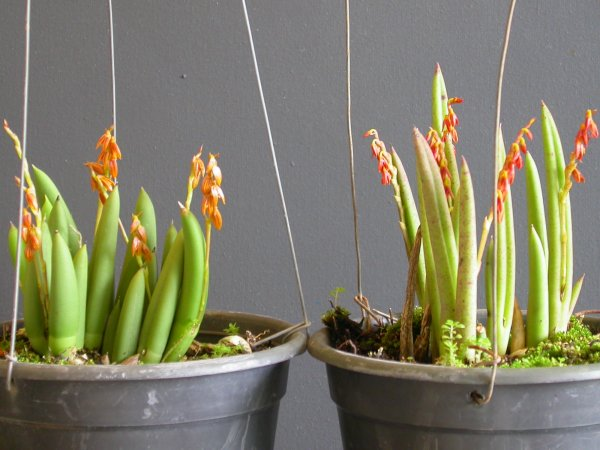
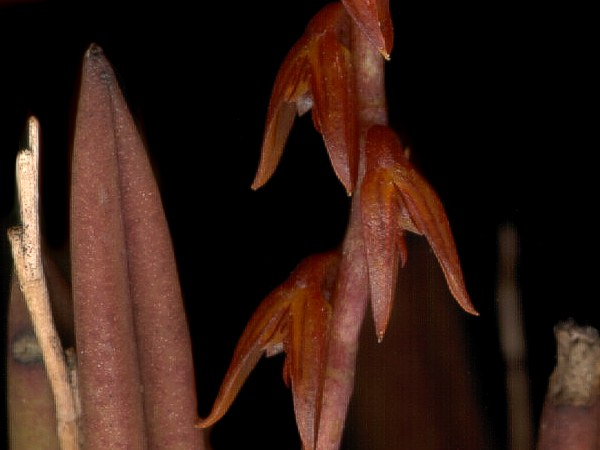